# Isaac Rojas
Isaac Francisco Rojas, argentinski admiral, * 3. december 1906, Buenos Aires, † 13. april 1993, Buenos Aires.
Med letoma 1955 in 1958 je bil podpredsednik Argentine.